# 2:22
«2:22» — американо-австралийский триллер режиссёра Пола  Карри. В главных ролях — Тереза Палмер и Михиль Хаусман. Выход в широкий прокат состоялся 29 июня 2017 года.

## Сюжет
Нью-йоркский авиадиспетчер Дилан Брэнсон готовится вскоре отпраздновать своё 30-летие. В день, когда в утренних новостях рассказывают, что на небосводе можно будет наблюдать вспышку сверхновой, произошедшую в 30 световых годах от Земли, в его жизни начинается полоса необъяснимых событий. Он видит сон, в котором на Центральном вокзале Нью-Йорка ровно в 2:22 человек начинает стрелять из револьвера. Днём, ровно в 2:22 пополудни, во время работы его на несколько секунд охватывает необъяснимый ступор, из-за которого он лишь в последний момент успевает предотвратить столкновение двух самолётов. Коллеги не могут понять, что произошло, сам Дилан в шоке, руководство на время разбирательства отстраняет его от работы.
Он замечает закономерность: в одни и те же моменты времени каждый день с ним происходит одно и то же. Он слышит одни и те же звуки, разговоры, становится свидетелем однотипных событий… А к 2:21 он так или иначе обязательно оказывается на Центральном вокзале, где тоже каждый раз видит одни и те же события, хотя и отличающиеся в деталях. Ровно в 2:22 он слышит звук бьющегося стекла, видит вспышку — и на этом всё заканчивается. Дилан не понимает, что происходит, он пытается найти систему в происходящем с ним. Параллельно со всем происходящим он знакомится с Сарой, работающей в модерновой художественной галерее. Дилан и Сара сразу же чувствуют себя так, как будто они знали друг друга много лет. Вдобавок ко всему оказывается, что они даже родились в один день. Дилан чувствует, что происходящее с ним как-то затрагивает Сару, и опасается, что всё это является предвестником чего-то страшного.
Долгие размышления, анализ, а также определённое везение позволяют Дилану раскрыть тайну странного пересечения судеб его и Сары с судьбами пары влюблённых, трагически погибших на Центральном вокзале Нью-Йорка ровно 30 лет назад. В тот день взорвалась сверхновая, свет вспышки которой теперь достиг Земли, и в тот же день родились Дилан и Сара. Космический катаклизм необъяснимо связал давно умерших людей с ныне живущими, и теперь трагедия тридцатилетней давности повторится, если Дилан не сможет этому помешать.

## В ролях
- Тереза Палмер — Сара
- Михиль Хаусман — Дилан[4]
- Мейв Дермоди — Сэнди
- Сэм Рид — Джонас[5]
- Реми Хий — Бенни
- Симона Кэссел — Серена
- Джон Уотерс[англ.] — Билл
- Керри Армстронг — Кэтрин
- Джессика Кларк — Эвелин
- Ричард Дэйвис — Инки
- Зара Майклс — Элли

## Интересные факты
- Главная мужская роль могла достаться Арми Хаммеру и Бенджамину Уокеру.[4]

## Критика
Критики, в основном, невысоко оценили данный фильм. В обзорах отмечается жанровая неоднородность: начало и развитие сюжета идёт по пути психологического и/или мистического триллера, но вместо доведения этой линии до логического завершения к концу фильма происходит переход к достаточно банальной мелодраме. В то же время для мелодрамы фильм явно переусложнён. Поднимаемые по ходу фильма вопросы, большей частью, остаются без конкретного ответа, оставляя зрителю заполнять пробелы за счёт собственной фантазии.